# 戴尔陨石坑
戴尔陨石坑（Dale）是位于月球正面东部赤道区的一座小撞击坑，其名称取自英国神经学家，1936年诺贝尔生理学或医学奖得主亨利·哈利特·戴尔（1875年-1968年），1976年被国际天文学联合会正式批准接受。

## 描述

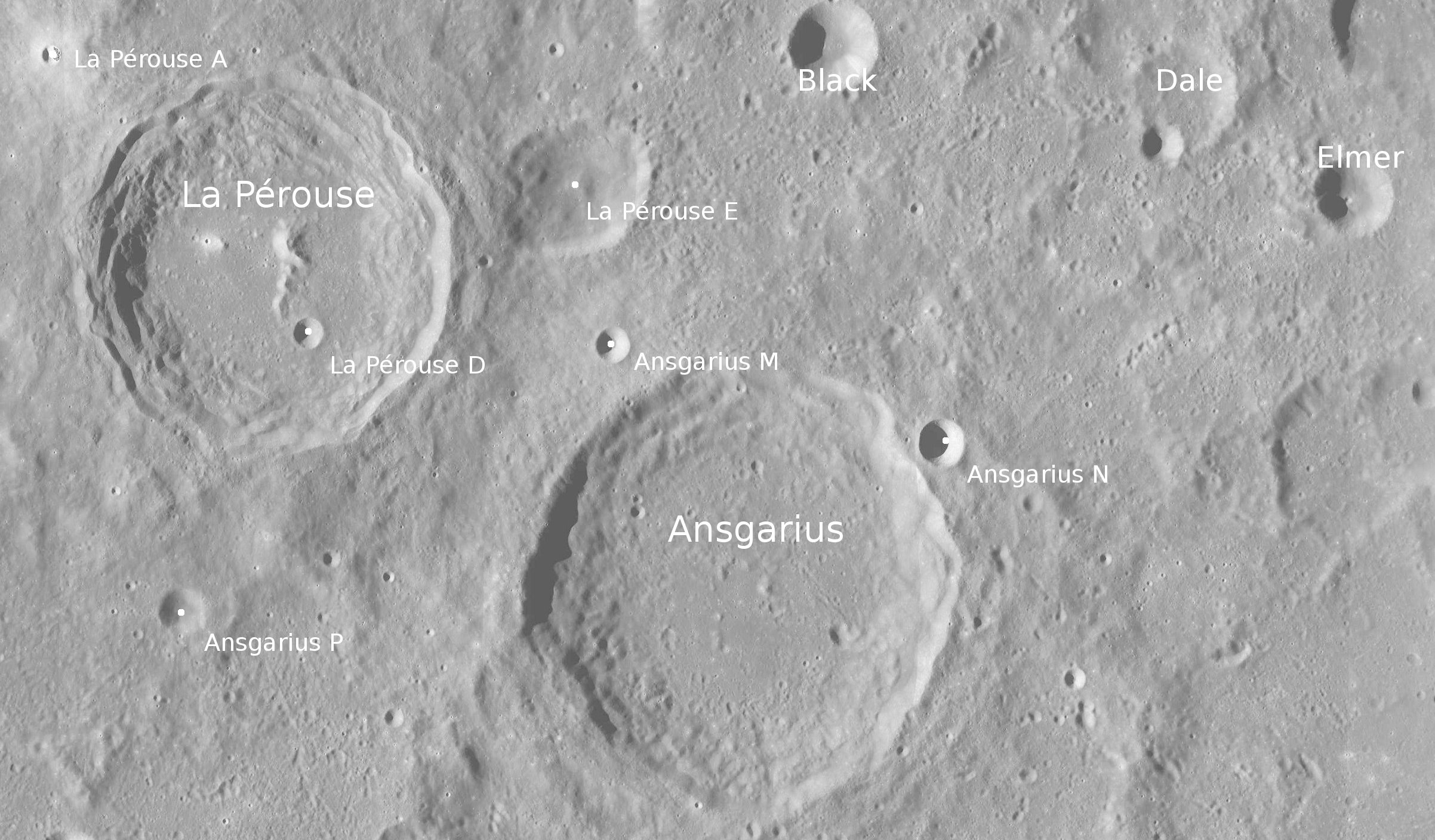
戴尔陨石坑的周边，月球勘测轨道飞行器拍摄。

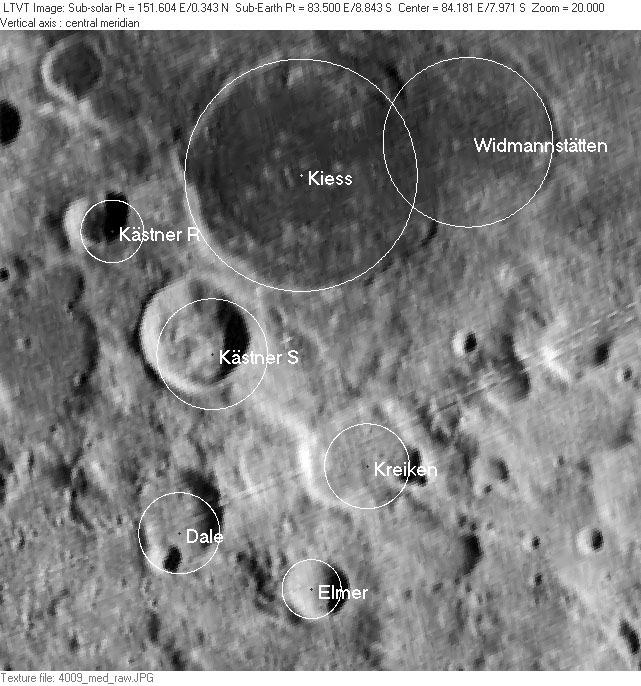
月球轨道器4号拍摄的图像

该陨坑西侧毗邻布雷克陨石坑；西北靠近克斯特纳环形山；凯伊士环形山位于它的东北偏北；东北偏东则是克雷伊肯陨石坑；
而埃尔默陨石坑和安斯加尔环形山分列它的东南和西南。戴尔陨石坑的北面则坐落着史密斯海。该陨坑的中心月面坐标为9°34′S 82°56′E / 9.56°S 82.93°E，直径23.41公里，
深度约1.863公里。
戴尔陨石坑外观呈多边形状，外侧壁已磨损和侵蚀，西南侧横跨了一座更小的碗状撞击坑。坑壁平均高出周边地形830米，其中北侧坑壁较其它部分更低。陨坑内部容积约为346.65公里³，碗状的坑底相对平坦，除显示有一些细小的陨坑外，表面没有其它醒目的地貌结构。在该陨坑附近还分布有数座难以辨清的古老撞击坑残迹。
由于该陨坑位于月球东沿，从地球上看其外观有些变形，对它的观察主要取决于月球在轨道上的摄动。

## 另请参阅
- Andersson, L. E.; Whitaker, E. A. . NASA RP-1097. 1982.
- Blue, Jennifer. . USGS. July 25, 2007  [2007-08-05]. （原始内容存档于2018-12-25）.
- Bussey, B.; Spudis, P. . New York: Cambridge University Press. 2004. ISBN 978-0-521-81528-4.
- Cocks, Elijah E.; Cocks, Josiah C. . Tudor Publishers. 1995. ISBN 978-0-936389-27-1.
- McDowell, Jonathan. . Jonathan's Space Report. July 15, 2007  [2007-10-24]. （原始内容存档于2019-06-21）.
- Menzel, D. H.; Minnaert, M.; Levin, B.; Dollfus, A.; Bell, B. . Space Science Reviews. 1971, 12 (2): 136–186. Bibcode:1971SSRv...12..136M. doi:10.1007/BF00171763.
- Moore, Patrick. . Sterling Publishing Co. 2001. ISBN 978-0-304-35469-6.
- Price, Fred W. . Cambridge University Press. 1988. ISBN 978-0-521-33500-3.
- Rükl, Antonín. . Kalmbach Books. 1990. ISBN 978-0-913135-17-4.
- Webb, Rev. T. W.  6th revised. Dover. 1962. ISBN 978-0-486-20917-3.
- Whitaker, Ewen A. . Cambridge University Press. 1999. ISBN 978-0-521-62248-6.
- Wlasuk, Peter T. . Springer. 2000. ISBN 978-1-85233-193-1.